# روور ۴۰۰ / ۴۵
روور ۴۰۰ / ۴۵ (Rover ۴۰۰ / ۴۵) خودرویی است که در سال‌های ۱۹۹۰ تا ۲۰۰۵تولید شده‌است.
این خودرو در کلاس خودرو کامپکت قرار گرفته، است.

## نگارخانه

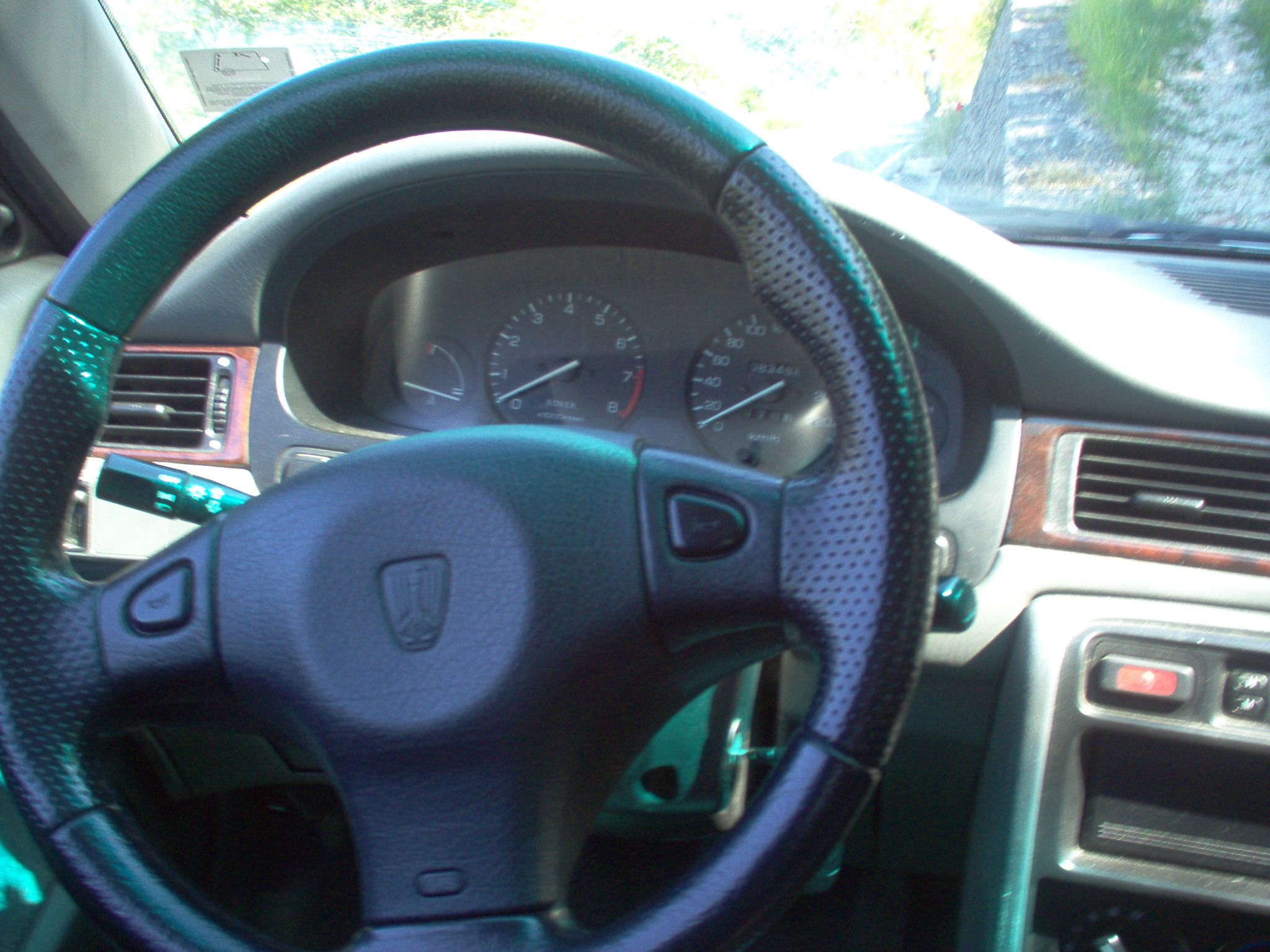
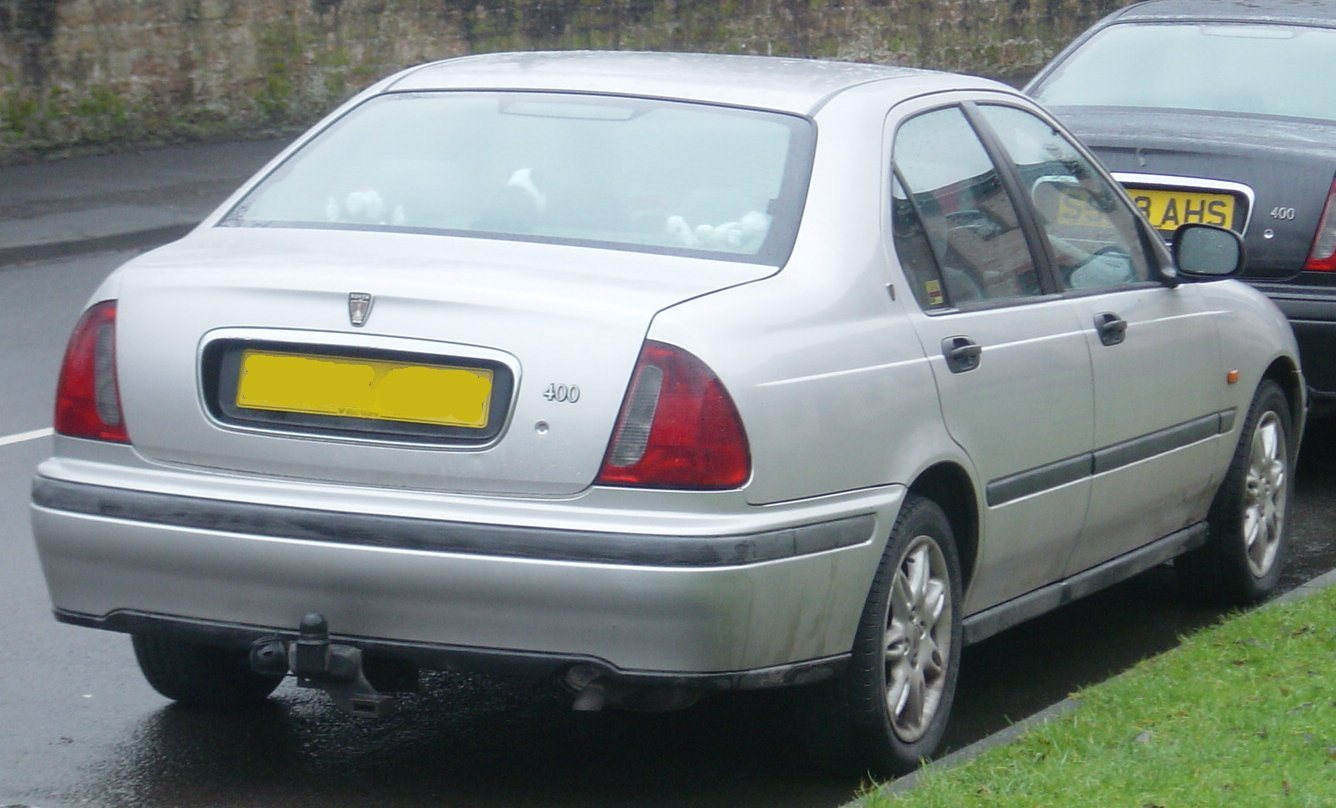
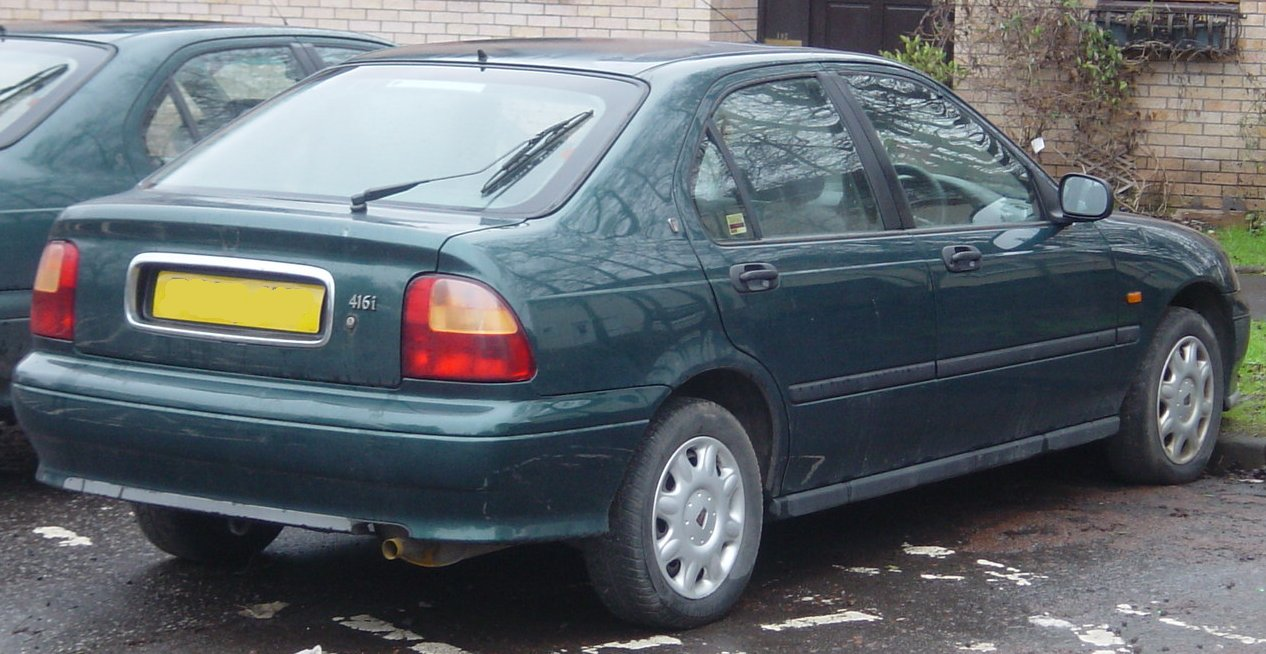